# Ансо де Гарланд
Ансо I де Гарланд, также Ансель де Гарланд (фр. Anseau Ier de Garlande, Ansel de Garlande, 1069—1118) — влиятельный феодал эпохи правления Филиппа I и Людовика VI, советник короля и сенешаль Франции, граф Рошфора, сеньор Гурне.

## Биография
Ансо де Гарланд принадлежал к роду де Гарландов, происходящего из Бри, к востоку от Парижа. Гарланды, в силу территориального расположения своих владений, были близким к королевскому двору родом и сразу несколько их представителей занимали важные государственные посты, такие как сенешаль Франции, в разные периоды времени.
Он унаследовал от отца Гурне, находящийся в зависимости от графства Мелён, а за счет брака с Агнес (либо Беатрис) де Рошфор стал графом Рошфора.
В 1108 году получил должность сенешаля Франции, занимаемую ранее его братом. Это назначение Людовиком VI стало причиной спора между королем и графом Анжуйским Фульком IV, считавшим, что она по праву принадлежит его дому. Фульк воспользовался этим спором, чтобы отказаться от оммажа, выплачиваемого королю в условиях войны с королём Англии Генрихом I. Людовику пришлось идти на уступки при посредничестве Амори де Монфора, Жоффруа, аббата Вандомского, и Рауля де Буаженси. Компромисс был найден в виде денежной компенсации, выплачиваемой домом де Гарланд графу Анжуйскому.
Будучи в должности сенешаля принимал участие в кампаниях короля по усмирению мятежных баронов, включая восстание Ги де Рошфора в 1107 году, на дочери которого он впоследствии женился. В 1118 году был погиб в бою с Гуго III де Пюизе во время третьей осады замка Пюизе. 

## Брак и дети
В браке с Агнес де Рошфор родилась дочь:
- Агнес (Ансельда) де Гарланд (1112—1143) — унаследовавшая графство Рошфор и Гурне, бывшая замужем дважды, за Амори III де Монфором и Робертом I де Дрё[3][5].